# 三葉動物門
三葉動物門，又名三裂動物門，是一個已經完全滅絕的古老動物門，其生存年代非常久遠，化石僅出現於前寒武紀末期的埃迪卡拉紀海相地層當中，屬於埃迪卡拉生物群的一分子，其中以三腕蟲（Tribrachidium）最具代表性。
三葉動物的身體為盤狀或盾狀，呈特殊的三輻射對稱結構，由於目前發現的化石沒有保留其消化、生殖系統等內部構造，三葉動物在系統發生學上難以被歸類。安德烈·伊凡諾夫與米哈伊爾·費登金基於埃迪卡拉紀的六輻對稱錐石類化石Vendoconularia和三葉動物的三輻對稱結構之相似性而將三葉動物歸入刺絲胞動物門中。

## 分類
- 白海蟲科 Albumaresidae
  - 白海蟲屬（英语：Albumares） Albumares
  - 安非斯塔蟲屬（英语：Anfesta） Anfesta
  - ?葉盤蟲屬（英语：Lobodiscus） Lobodiscus
  - 斯金納蟲屬（英语：Skinnera） Skinnera
- 三腕蟲科 Tribrachididae
  - 三腕蟲屬 Tribrachidium
- 地位未定
  - 屬 Gastreochrea
  - 蓋林蟲屬（英语：Gehlingia） Gehlingia
  - 哈利戴蟲屬（英语：Hallidaya） Hallidaya
  - 屬 Kotuites
  - 屬 Lobiochrea
  - 屬 Longiocrea
  - 屬 Rugoconites（英语：Rugoconites）
  - 屬 Tinsitheca

## 新發現
在1986年從澳大利亞的深海發現的蘑菇形生物Dendrogramma enigmatica因为和本門的白海蟲屬、安非斯塔蟲屬以及Rugoconites具有顯著的相似性，例如體內都具有分叉的輻射狀管道，Dendrogramma被认为可能是埃迪卡拉紀生命的後代，這將使三葉動物首次以可辨認的形式生存至現代。
但由于1986年的样本长期浸泡在福尔马林中，可用于基因测序的细胞结构完全被破坏，仅能从外观观测其为二胚层动物，之后数十年均未再发现该类生物活体。
2016年对新捕获的活体基因测序表示，蘑菇形生物实际上属于刺胞动物門，是刺胞动物门管水母（Siphonophorae）目中一种管水母身上脱落下来的孢片，并非是一种新的动物。

## 外部連結
- Ediacara Assemblage University of Bristol